# Nephelium hypoleucum
Nephelium hypoleucum, tên thường gọi là korlan, là một loài cây thân gỗ trong họ Bồ hòn. Nó có liên quan chặt chẽ với một số cây ăn quả nhiệt đới khác như vải, nhãn, chôm chôm và mamoncillo. Loại cây này có nguồn gốc từ Đông Nam Á và mọc hoang dã trong các khu rừng, nhưng cũng được trồng ở một số nước như Malaysia và Thái Lan.
Cây có thể cao đến 30 mét.
Quả là một quả hạch hình tròn đến hình bầu dục, kết thành chùm. Quả ăn được nhưng rất chua. Hạt không ăn được vì có chất độc.